# Guerra dos Mundos (2005)
War of the Worlds (bra: Guerra dos Mundos; prt: Guerra dos Mundos, ou A Guerra dos Mundos) é um filme estadunidense de 2005 dos gêneros suspense e ficção científica, dirigido por Steven Spielberg, com roteiro de Josh Friedman e David Koepp baseado no romance A Guerra dos Mundos, de H. G. Wells.
É estrelado por Tom Cruise como Ray Ferrier, um estivador divorciado afastado de seus filhos (Dakota Fanning e Justin Chatwin) e vivem separados deles. Como sua ex-esposa deixa seus filhos para ele para cuidar durante alguns dias, o planeta é atacado por alienígenas que surgem do chão (vagamente baseado em marcianos de H. G. Wells) conduzindo Tripods e como os exércitos da Terra estão derrotados, Ray tenta proteger os seus filhos e fugir para Boston para se juntar a sua ex-esposa.[carece de fontes?]
O filme foi rodado em 73 dias, utilizando cinco estágios diferentes de som, bem como locais na Califórnia, Connecticut, Nova Jérsei, Nova York e Virgínia.[carece de fontes?] O filme foi cercado por uma campanha de sigilo com poucos detalhes seriam vazados antes de seu lançamento. Promoções foram feitas com várias empresas, incluindo Hitachi. War of the Worlds foi lançado nos Estados Unidos em 29 de junho e no Reino Unido no dia 1º de julho. O filme tornou-se um sucesso de bilheteria, sendo o quarto título de maior sucesso de 2005,[carece de fontes?][carece de fontes?] fazendo pouco mais de US$ 234 milhões na bilheteria doméstica, Estados Unidos e Canadá, somando US$ 888 milhões na arrecadação total pelo mundo.[carece de fontes?] Na época de seu lançamento, foi o filme de maior bilheteria estrelado por Tom Cruise. Hoje, permanece entre os filmes de maior êxito na carreira do ator.[carece de fontes?]

## Elenco
- Tom Cruise ...... Ray Ferrier
- Dakota Fanning ...... Rachel Ferrier
- Justin Chatwin ...... Robbie Ferrier
- Miranda Otto ...... Mary Ann Davis
- Tim Robbins ...... Harlan Ogilvy
- Rick Gonzalez ...... Vincent
- Yul Vázquez ...... Julio
- Lenny Venito ...... Manny, o mecânico
- Lisa Ann Walter ...... Cheryl
- Ann Robinson ...... a avó
- Gene Barry ...... o avô
- David Alan Basche ...... Tim
- Roz Abrams ...... ela mesma
- Camillia Sanes ...... produtora do jornal
- Amy Ryan ...... Vizinho com criança
- Danny Hoch ...... Policial
- Morgan Freeman ...... narrador
- Channing Tatum ...... menino na cena da igreja (sem créditos)
- Dee Bradley Baker ...... vozes dos aliens (sem créditos)
- David Harbour ...... estivador

## Enredo
O filme abre com o discurso de um narrador (Morgan Freeman) sobre o ser humano e seu domínio sobre a Terra e sobre "seres intelectualmente superiores" que vêm nos estudando há muito tempo, e que agora decidiram traçar seus planos contra nós.[carece de fontes?]
O operador de guindastes Ray Ferrier (Tom Cruise) volta para casa para receber os filhos, Rachel (Dakota Fanning) e Robbie (Justin Chatwin), que moram com a mãe, Mary (Miranda Otto), e o padrasto, Tim. O casal deixa os filhos com Ray e parte para a casa dos pais de Mary. Uma estranha tempestade se forma perto da casa dos Ferrier e uma série de raios desacompanhados de trovões caem em um mesmo ponto não muito longe dali, danificando todo o sistema elétrico de sua casa. Ao sair  para investigar, Ray descobre que toda a vizinhança está na mesma situação e todos os carros da cidade pararam de funcionar. Robbie conta ao pai onde os raios caíram e Ray decide ir ao local.[carece de fontes?]
Ray caminha até o ponto com dois amigos, e o local da queda dos raios começa a ruir, formando uma grande cratera, de onde uma gigantesca máquina tripode emerge e vaporiza as pessoas à sua volta com raios desintegradores. Ray consegue escapar com vida e volta à sua casa abalado e com o corpo coberto das cinzas das pessoas mortas. Ele anuncia que todos devem deixar a casa o mais rápido possível, reúne mantimentos e uma pistola e se dirige para a oficina mecânica de um amigo que anteriormente ele aconselhara no conserto de uma van. Ray entra no veículo com seus filhos ao constatar que Manny conseguiu consertá-la. Manny tenta impedir Ray de levar o carro, enquanto este tenta convencê-lo a se juntar a eles. Ray desiste de Manny e vai embora com o carro, no mesmo momento em que o tripode vaporiza seu amigo e começa a destruir a vizinhança.[carece de fontes?]

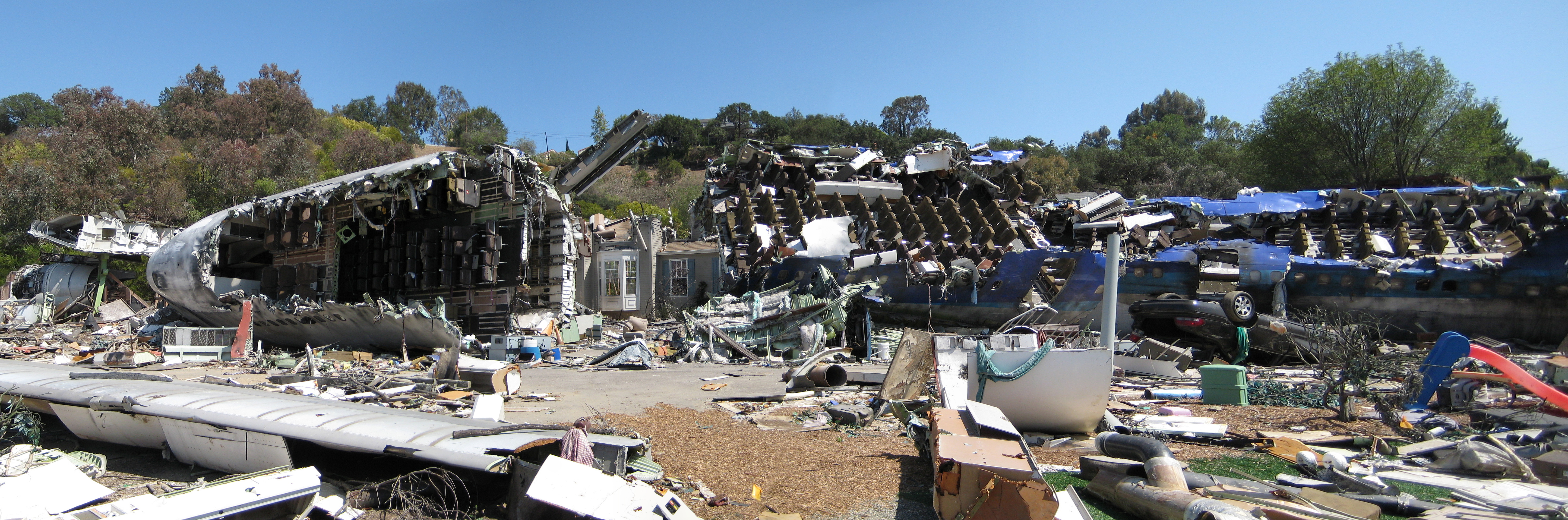
Boeing 747 destruído usado nas filmagens. Atualmente pode ser visitado como parte do tour pela Universal Studios

Enquanto dirige rapidamente por entre um mar de carros quebrados, Ray explica para os filhos o que ocorreu e chega à casa onde eles moram com sua ex-mulher, mas ela não se encontra lá. Ray decide passar a noite por lá, no porão. Durante a noite, uma série de altos ruídos desperta o trio, que se esconde um porão ainda mais escondido. No dia seguinte, Ray descobre que a casa e toda a vizinhança foram destruídas pela queda de um avião presumidamente atacado pelos alienígenas. Andando em volta do que sobrou do avião, Ray se encontra com três funcionários de uma emissora de TV. Uma repórter lhe informa que há milhares de tripodes por todo o mundo e mostra um vídeo em que fica claro que o que quer que esteja controlando as máquinas, veio junto com a tempestade de raios.[carece de fontes?]
Ray decide seguir em frente com seus filhos. Nas proximidades da balsa que atravessa o Rio Hudson, o carro é abordado por milhares de refugiados a pé e Ray acaba sendo forçado a ceder a van após ser rendido por outro homem armado. Ao chegarem à balsa, eles se encontram com uma conhecida de Ray e sua filha. Antes de poderem embarcar, porém, tripodes surgem em morros próximos e causam pânico geral. O capitão da balsa decide partir, e soldados impedem mais pessoas de embarcarem. Ray e seus filhos conseguem furar a barreira, mas suas duas acompanhantes acabam barradas. A poucos metros do porto, um outro tripode surge da água e afunda a balsa, derrubando todos os seus passageiros. Os três conseguem fugir, e observam de longe os tripodes destruindo a vila e percebem que as máquinas também estão capturando pessoas.[carece de fontes?]
Caminhando com outros refugiados, eles chegam próximos a um campo de batalha entre os alienígenas e as forças armadas estadunidenses. Robbie tenta chegar mais perto, mas Ray o impede. Após uma discussão, Ray acaba concordando e deixa o filho ir. Munidos de um campo de força, os tripodes avançam sem se incomodar com o bombardeio e Ray, acompanhado agora apenas de Rachel, encontra abrigo no porão de Harlan Ogilvy (Tim Robbins).[carece de fontes?]
Nos momentos seguintes, o trio se vê obrigado a se esconder de uma sonda-câmera e da posterior visita de três alienígenas. Além disso, descobrem que os tripodes estão plantando uma trepadeira de cor avermelhada por todo o solo, e os humanos são capturados para que seu sangue seja utilizado como fertilizante. Harlan fica horrorizado ao ver isto e tem um surto. Ray procura acalmá-lo em nome da segurança de Rachel, mas Harlan se mostra muito agitado, forçando Ray a matá-lo para que seus gritos não atraiam a atenção dos invasores.[carece de fontes?]
Na noite seguinte, a sonda-câmera volta silenciosamente e pega Ray e Rachel de surpresa. Rachel foge do porão e Ray a persegue. Ambos acabam capturados por um tripode e são jogados em uma gaiola, onde prisioneiros são regularmente capturados e trazidos para dentro do tripode. Ray é pego, mas seus colegas de gaiola conseguem puxá-lo de volta. Antes de ser resgatado, Ray conseguiu soltar algumas granadas que havia coletado pouco antes de ser levado. A detonação derruba o tripode e os prisioneiros são libertados.[carece de fontes?]
Ray e Rachel continuam caminhando para Boston, onde descobrem que os tripodes estão parando de funcionar sozinhos e que a trepadeira está morrendo. Um tripode, ainda ativo, surge próximo aos dois, mas Ray percebe e alerta um soldado próximo que o campo de força parece estar desativado. Os soldados se unem em um ataque terrestre e conseguem derrubar a máquina. Uma escotilha do tripode se abre, e um dos seres emerge, morrendo logo em seguida. Ray e Rachel finalmente chegam à casa dos pais de Mary, e lá vêem Mary, seus pais (interpretados por Ann Robinson e Gene Barry, protagonistas da adaptação de 1953 do romance) e Robbie, que sobreviveu. O narrador volta a falar e diz que os alienígenas foram derrotados por bactérias, as menores criaturas de Deus, e que o homem finalmente alcançou sua imunidade, com o custo de 1 bilhão de mortes.[carece de fontes?]

## Produção

### Desenvolvimento
Depois de colaborar em Minority Report, de 2002, Steven Spielberg e Tom Cruise estavam interessados em trabalhar juntos novamente. Spielberg falou sobre Cruise: "Ele é, um parceiro tão inteligente criativo, e traz essas grandes ideias para o conjunto que nós apenas provocar um ao outro. Adoro trabalhar com Tom Cruise". Cruise reuniu-se com Spielberg durante as filmagens de Catch Me If You Can de Spielberg (2002) e deu três opções de filmes para criar em conjunto, sendo um deles uma adaptação de A Guerra dos Mundos. Spielberg escolheu A Guerra dos Mundos e declarou: "Nós olhamos um para o outro e as luzes se acenderam assim que eu ouvi, eu disse 'Oh meu Deus, Guerra dos Mundos - absolutamente' Foi isso."
O filme é o terceiro de Spielberg sobre o tema da visitação alienígena, junto com Close Encounters of the Third Kind e E.T. the Extra-Terrestrial. Produtora e colaboradora de longa data Kathleen Kennedy observa que, com A Guerra dos Mundos, Spielberg teve a oportunidade de explorar a antítese dos personagens trazidos à vida em E.T. e Close Encounters of the Third Kind. "Quando começamos a desenvolver E.T., era um tanto mais ousado, história mais sombria e ele realmente evoluiu para algo que era mais benigno. Acho que o mais ousado, a história mais sombria sempre foi em algum lugar dentro dela. Agora, ele está mostrando a história." Spielberg afirmou que ele apenas pensou que seria divertido fazer um "filme realmente assustador com os aliens realmente assustadores", algo que ele nunca tinha feito antes. Spielberg tinha a intenção de contar uma história contemporânea, com Kennedy afirmando que a história foi criada como uma fantasia, mas retratada de uma forma hiper-realista.
Josh Friedman fez um roteiro, que foi reescrito por David Koepp. Depois de re-ler o romance, Koepp decidiu fazer o script a seguir um único narrador, "um ponto muito limitado de vista, de alguém na muito periferia dos acontecimentos, em vez de alguém envolvido em eventos", e criou uma lista de elementos que não iria usar devido a ser "clichê", como a destruição de edifícios de referência. Alguns aspectos do livro foram fortemente adaptada e condensada: personagem de Tim Robbins foi um amálgama de dois personagens do livro, com o nome emprestado de um terceiro. Apesar de alterar a configuração do século XIX aos dias de hoje, Koepp também tentou "levar o mundo moderno de volta para os anos 1800", com os personagens sendo desprovida de eletricidade e técnicas modernas de comunicação.
Spielberg aceitou o roteiro depois de descobrir que tinha várias semelhanças com a sua vida pessoal, incluindo o divórcio de seus pais (divórcio de Ray e de Mary Ann), e porque a situação dos sobreviventes de ficção reflete a sua própria incerteza após a devastação de 11 de Setembro. Para Spielberg, histórias de sobrevivência dos personagens precisava ser o foco principal, uma vez que contou com a mentalidade americana de nunca desistir. Spielberg descreveu Guerra dos Mundos como "um oposto polar" para Close Encounters, com esse filme que caracteriza uma família homem deixando de viajar com aliens, enquanto Guerra dos Mundos fica focado em manter a família unida. Ao mesmo tempo, os alienígenas e suas motivações não seria muito explorado, como "nós apenas experimentar os resultados desses planos nefastos para nos substituir com eles mesmos".
Apesar de aceitar o roteiro, Spielberg pediu várias mudanças. Spielberg tinha sido contra a ideia dos alienígenas que chegam em naves espaciais, uma vez que todos os filmes de invasão alienígena utilizavam um veículo desse tipo. Os cilindros marcianos originais foram descartados, onde Spielberg substituiu as origens dos tripods afirmando que eles foram enterrados na Terra há muito tempo.

### Filmagem
As filmagens ocorreram na Virgínia, Connecticut, Nova Jérsei, Califórnia e Nova York. A gravação do filme durou cerca de 72 dias. Spielberg originalmente destinado a gravar Guerra dos Mundos após Munique, mas Tom Cruise gostou do roteiro de David Koepp, tanto que ele sugeriu a Spielberg adiar o primeiro, enquanto ele iria fazer o mesmo com Mission: Impossible III. A maioria do elenco de Munique foi trazido para trabalhar em Guerra dos Mundos também. Em 2004, as equipes de produção rapidamente foram criadas em ambas as costas para preparar a data de início, locações cima e para baixo da costa leste e preparar estúdios e cenários que seriam usados quando a empresa voltou a Los Angeles depois do feriado de inverno. A pré-produção ocorreu em apenas três meses, essencialmente metade da quantidade de tempo normalmente reservado para um filme de tamanho e alcance similar. Notas de Spielberg, no entanto, "Este não era um curso para empinar para Guerra dos Mundos. Esta foi a minha agenda mais longo em cerca de 12 anos. Nós levamos o nosso tempo". Spielberg colaborou com as equipes no início da pré-produção com o uso de Pré-visualização, considerando o calendário apertado.
A cena que descreve a primeira aparição dos Tripods foi filmado em Newark, Nova Jérsei. Mais tarde, Spielberg filmou várias cenas na Virgínia. A continuação da cena foi filmado na Califórnia.
A cena da travessia foi filmada em Athens em Nova York, e casa dos pais de Mary Ann foi localizado no Brooklyn (mas foi destaque no filme, em Boston). Para a cena envolvendo um Boeing 747 caindo, a equipe de produção de comprar um avião fora de uso, com os custos de transporte de $2 milhões, a destruiu em pedaços, e as casas construídas em torno deles. O avião destruído foi mantido para o tour da Universal Studios. A casa de Ray foi filmado em Bayonne, Nova Jérsei (com um palco dobrar o interior), enquanto isso, a seqüência de guerra vale foi filmado em Lexington, Virgínia e Mistery Mesa, na Califórnia. A cena em que o tripod é abatido e cai através de uma fábrica foi filmado em Naugatuck, Connecticut. A cena dos corpos boiando no rio foi filmado no Rio Farmington em Windsor, Connecticut por uma segunda unidade, utilizando um carrinho dentro para Dakota Fanning (parte de trás de sua personagem) com a parte que mostra os rostos dos atores creditados cortar mais tarde. Algumas filmagens foram gravadas na Korean War Veterans Parkway em Staten Island, Nova Iorque. O filme utilizou seis estágios de som, distribuídos por três lotes de estúdio.

### Design e efeitos visuais
Industrial Light & Magic foi a principal empresa de efeitos especiais para o filme. Enquanto Spielberg tinha usado computadores para ajudar a visualizar as sequências em pré-produção antes, Spielberg disse: "Este é o primeiro filme que eu realmente abordado usando o computador para animar todos os storyboards". Ele decidiu empregar a técnica extensivamente depois de uma visita ao seu amigo George Lucas. A fim de manter o realismo, o uso de gravações de imagens geradas por computador e chroma key era limitado, com a maioria dos efeitos digitais que está sendo misturado com miniatura e imagens live-action.
O design dos Tripods foi descrito por Spielberg como "graciosa", com o artista Doug Chiang replicar formas de vida aquática. Ao mesmo tempo, o diretor queria um design que seria icônico enquanto continua a fornecer uma homenagem aos Tripods originais, bem como intimidante para que o público não estaria mais interessado sobre os alienígenas dentro do que sobre o próprio veículo. A equipe de efeitos visuais tentou misturar elementos orgânicos e mecânicos na representação dos Tripods, e fez extensos estudos para os movimentos do veículo para ser crível, considerando a "contradição" de ter uma cabeça grande como tanques de guerra que está sendo realizado por pernas finas e flexíveis. Animador Randal M. Dutra considerou os próprios movimentos para ter uma "flutuabilidade terrestre", em que eles iriam andar em terra, mas teve um fluxo aquático, e Spielberg descreveu os Tripods como movendo-se como "bailarinas assustadores". A maioria dos elementos alienígenas girava em torno do número três - o Tripod tinha três olhos, e tanto o veículo e os aliens tiveram três membros principais com três dedos cada um. Supervisor de efeitos visuais Pablo Helman considerado representar a escala do Tripod como um desafio, considerando "Steven queria ter certeza de que essas criaturas eram 150 pés de altura", uma vez que era a altura descrita por Wells no romance. Os aliens foram projetados e baseados em águas-vivas, com movimentos inspirados em pererecas de olhos vermelhos, e uma qualidade anfíbio especialmente sobre a pele molhada. Um alien de isopor foi usado como um stand-in para orientar os atores na cena do porão. Spielberg não queria nenhum sangue nas mortes Heat-Ray; Nas palavras de Helman, "este ia ser um filme de terror para crianças". Assim, a equipe de efeitos surgiu com a vaporização dos corpos, e considerando que não poderia ser totalmente digital, devido tanto à complexidade do efeito e do cronograma, poeira live-action foi usado juntamente com a assimilação ray CGI e partículas. Aves digitais seguiram os Tripods na maioria das cenas para simbolizar a presença da morte, o que Chiang comparou com urubus e acrescentou que "você não sabe se estas aves estão indo para o risco ou longe dele, se você deve segui-los ou fugir."
Durante a cena em que minivan de Ray é atacado por uma multidão, Janusz Kaminski e Spielberg queriam um monte de luzes interativas, então eles adicionaram diferentes tipos de luzes, incluindo lâmpadas Coleman, lâmpadas a óleo, lanternas e Maglites. A equipe da IL & M admitiu que a destruição da ponte de Bayonne foi a cena mais difícil de ser feita com uma mistura de heavy uso de efeitos CGI e elementos de live action, e um prazo de quatro semanas para que a gravação pudesse ser usado em um trailer Super Bowl. A cena originalmente tinha apenas um posto de gasolina explodindo, mas, em seguida, Spielberg sugeriu explodir a ponte também. A cena envolvendo Tripods foi gravado em um Heat-Ray para a minivan e minivan escapa envolveu uma série de camadas de CGI para trabalhar fora. Mais de 500 efeitos CGI foram usadas no filme.
A figurinista Joanna Johnston criou 60 versões diferentes de jaqueta de couro de Ray, para ilustrar os graus a que tem resistido desde o início da viagem até o fim. "Ele começa com a jaqueta, um moletom, e duas camisetas", explica Johnston. Uma peça de roupa de Dakota Fanning, que assume uma importância especial é a bolsa cavalo lavanda: "Eu queria que ela tivesse algo que a fez se sentir seguro, alguma pequena coisa que ela poderia dormir com e colocar em seu rosto", Johnston observa. "Essa foi a bolsa cavalo lavanda. Nós chegaram ao empate em uma fita e Dakota pendurou em seu corpo, por isso estava com ela em todos os momentos." Johnston vestido Robbie para uma emulação inconsciente de seu pai, "Eles são mais parecidos do que imaginam, com grande tensão na superfície", diz Johnston.

### Música
| Críticas profissionais | Críticas profissionais |
| Avaliações da crítica  | Avaliações da crítica  |
| Fonte                  | Avaliação              |
| ---------------------- | ---------------------- |
| AllMusic               | [ 24 ]                 |
| Filmtracks             | 3 de 5 estrelas.       |
| ScoreNotes             | C+                     |
| SoundtrackNet          | 3.5 de 5 estrelas.     |

Longa data colaborador de Spielberg, John Williams compôs a trilha sonora de A Guerra dos Mundos. Foi a primeira vez que Williams teve que compor com um filme incompleto de Spielberg, já que apenas as primeiras seis bobinas, totalizando 60 minutos, estávam prontos para ele usar como referência. Ele considerou a trilha "uma peça muito séria", o que tinha que combinar "necessária atmosfera assustadora", com "unidade rítmica propulsiva para as cenas de ação" - a música seria simbolicamente "puxar para a frente" veículos em cenas de perseguição, como Ray conduzindo por Bayonne ou o Tripd atacando a balsa Hudson. Williams acrescentou pequenos acenos para trilhas de filmes clássicos monstro por ter orquestras fazendo um "grande gesto" em cenas com vista para Tripods. Para aumentar o pavor, Williams acrescentou um coro feminino com um crescendo assemelhando-se um grito - o que seria "humanizar" a faixa que representa "vítimas que saem sem dizer um 'ai' - eles se foram antes que possam dizer que" - para os ataques tripod, e um coro masculino quase inaudível - que Williams fez a comparação de "monges tibetanos, o passo mais baixo conhecido nosso corpo pode fazer" - para os aliens que exploram o subsolo. O único desvio de orquestras eram sons eletrônicos para a abertura e fechamento de narrações.
A trilha sonora foi lançado pela Decca Records, que contou com a música do filme e abertura e fechamento narração de Morgan Freeman. As canções "Little Deuce Coupe" e "Hushabye Mountain", também estão presentes no filme, o primeiro cantado por Tom Cruise, e este último por Dakota Fanning.
| War of the Worlds: Music from the Motion Picture |                                 |         |  |
| N.º                                              | Título                          | Duração |  |
| 1.                                               | "Prologue"                      | 2:52    |  |
| 2.                                               | "The Ferry Scene"               | 5:49    |  |
| 3.                                               | "Reaching the Country"          | 3:24    |  |
| 4.                                               | "The Intersection Scene"        | 4:13    |  |
| 5.                                               | "Ray and Rachel"                | 2:41    |  |
| 6.                                               | "Escape from the City"          | 3:49    |  |
| 7.                                               | "Probing the Basement"          | 4:12    |  |
| 8.                                               | "Refugee Status"                | 3:50    |  |
| 9.                                               | "The Attack on the Car"         | 2:44    |  |
| 10.                                              | "The Separation of the Family"  | 2:36    |  |
| 11.                                              | "The Confrontation with Ogilvy" | 4:34    |  |
| 12.                                              | "The Return to Boston"          | 4:29    |  |
| 13.                                              | "Escape from the Basket"        | 9:21    |  |
| 14.                                              | "The Reunion"                   | 3:16    |  |
| 15.                                              | "Epilogue"                      | 3:11    |  |

### Temas
O filme foi descrito como um filme anti-guerra, como civis correr e só tentar salvar a si mesmos e suas famílias ao invés de lutar com os Tripods alienígenas. Debra J. Saunders do San Francisco Chronicle descreveu o filme como "Se os alienígenas invadem, não revidar. Executar". Saunders comparou o filme com Independence Day, onde os civis são executados, mas apoiar os esforços militares. Muitos comentadores considerado o filme tentou recriar a atmosfera de 11 de Setembro, com os espectadores que lutam para sobreviver e do uso de exibir pessoas desaparecidas. Spielberg declarou ao Reader's Digest que ao lado do trabalho de ser uma fantasia, a ameaça representada era real: "Eles são um sinal de alerta para enfrentar os nossos medos como enfrentamos um intenso vigor em destruir o nosso modo de vida". O roteirista David Koepp afirmou que ele tentou não colocar referências explícitas ao 11 de Setembro ou a Guerra do Iraque, mas disse que a inspiração para a cena em que Robbie se junta ao exército eram adolescentes que lutam na Faixa de Gaza - "Eu estava pensando em adolescentes em Gaza jogando garrafas e pedras contra os tanques, e eu acho que quando você está nessa idade você não considerar plenamente as ramificações do que você está fazendo e você está muito preso no momento e da paixão, quer seja uma boa ideia ou não". Retenção do romance é que os alienígenas são derrotados, não pelas armas dos homens, mas pelas menores criaturas do planeta, as bactérias, que Koepp descreveu como "a natureza, de certa forma, saber muito mais do que nós".

## Lançamento
Guerra dos Mundos estreou no Teatro Ziegfeld, em 23 de junho de 2005. Lá, Tom Cruise revelou seu relacionamento com Katie Holmes. Seis dias depois, em 29 de junho, o filme foi lançado em cerca de 3.908 cinemas na América.

## Segredo
Spielberg manteve a maioria das partes secretas no cinema, como o elenco ea equipe ficaram confusos sobre como os alienígenas pareciam. Quando perguntado sobre o segredo do roteiro, David Koepp respondeu: "[Spielberg] não daria [o roteiro] a ninguém. "Koepp explicou que ele iria enviar um e-mail para ele, e ele lhe daria uma parte do script que foi relacionada com o que quer que alguém estava fazendo. Miranda Otto pensava nem mesmo discutir a história com sua família e amigos. Otto disse: "Eu sei que algumas pessoas que sempre dizem, 'Oh, tudo é tão secreto. Eu acho que é bom. Nos velhos tempos, as pessoas não conhecer muito sobre os filmes antes que eles saíram e hoje em dia há apenas tanta informação. Acho que um pouco de mistério é sempre muito bom. Você não quer estragar tudo de seus cartões de antemão".
Spielberg admitiu depois de manter as coisas em segredo por tanto tempo, não há, no final, a tentação de revelar muito em detrimento da história na conferência de imprensa de Guerra dos Mundos. Assim, Spielberg só revelou a cena do morro, onde Ray tenta impedir o filho de sair, afirmando que "dizer mais iria revelar demais". O sigilo causou ao The Sun para reclamar que o filme vai superar 200 milhões de orçamento de Titanic, que na época detinha o recorde de filme mais caro já feito. o orçamento real do filme foi US $132 milhões.

### Lançamentos de marketing e home media
Paramount Pictures Interactive Marketing estreou um jogo online sobrevivência humana em seu site oficial, waroftheworlds.com, em 14 de abril para promover o filme. Hitachi colaborou com a Paramount Pictures para uma campanha promocional em todo o mundo, sob o título de "The Ultimate Visual Experience". O acordo foi anunciado por Kazuhiro Tachibana, gerente geral do Hitachi’s Consumer Business Group. Kazuhiro declarou: "A nossa campanha 'The Ultimate Visual Experience' é uma combinação perfeita entre Spielberg e a busca de melhor em entretenimento de cinema do mundo e o compromisso da Hitachi a mais alta qualidade de imagem através de seus produtos eletrônicos de consumo digital".
O filme foi lançado em VHS e DVD em 22 de novembro de 2005, tanto com uma edição de disco único e uma edição especial de dois discos característicos de destaque de produção, documentários e trailers.  O filme arrecadou $113,000,000 em vendas de DVD, trazendo seu total de filme bruto de $704,745,540, ficando em décimo lugar na tabela de 2005 as vendas de DVD. Paramount lançou o filme em Blu-ray no dia 1 de junho de 2010.

## Recepção

### Bilheteria
Em 29 de junho de 2005, o filme arrecadou cerca de EUA $21 milhões no mundo inteiro, e ganhou o trigésimo oitavo maior semana de abertura bruta com bilheteria de $98,826,764 em 3,908 cinemas, com média de 25,288 dólares em cada cinema. Enquanto isso, no fim de semana do Dia da Independência, Guerra dos Mundos arrecadou $64,878,725 em 3908 cinemas também, dando uma média de 16,601 dólares. Esta é a terceira maior abertura do filme no fim de semana do Dia da Independência. O filme arrecadou $200 milhões em 24 dias, ficando em trigésimo sétimo lugar na lista dos filmes mais rápidos para total de $200 milhões. O filme arrecadou $704,745,540 incluindo vendas de DVDs, tornando-se o quarto filme de maior bilheteria de 2005, e o sexagésimo sexto maior bilheteria de cinema em todo o mundo.

## Crítica
O filme foi bem recebido pela crítica profissional. Com a pontuação de 74% em base de 251 avaliações, o Rotten Tomatoes chegou ao consenso que a "adaptação de War of the Worlds, de Steven Spielberg cumpre a emoção e a paranoia do romance clássico de HG Wells, enquanto impressionantemente atualiza a ação e os efeitos para o público moderno".

## Prêmios
Guerra dos Mundos foi indicado para três Oscares, Efeitos Visuais, Mixagem de Som (Andy Nelson, Anna Behlmer e Ron Judkins) e Edição de Som, perdendo todas para King Kong. O filme foi indicado a seis Saturn Awards, e ganhou Melhor Performance de Ator Jovem (Dakota Fanning). O filme ganhou o Golden Reel Award para Efeitos Sonoros & Foley, o World Soundtrack Academy de melhor trilha sonora original, e três VES Awards por seus efeitos especiais, e foi nomeado para três Empire Awards, três Satellite Awards e um MTV Movie Award.